# Shady Lady Bed and Breakfast
El Shady Lady Bed and Breakfast (hasta 2014 Shady Lady Ranch) es un hospedaje del tipo bed and breakfast ubicado en Farmer Station, en el estado de Nevada, en la Ruta 95 a unos 50 km al norte de Beatty. Funcionó como burdel legal hasta 2014.

## Historia
El rancho funcionó como burdel hasta 2014, cuando se convirtió en un bed and breakfast orientado a los huéspedes del rancho. Como burdel, era conocido por desafiar las leyes de Nevada que prohibían la publicidad de los servicios de prostitución y que prohibían efectivamente la prostitución masculina al exigir que todos esos trabajadores se sometieran a exámenes cervicales periódicos.

## Casos legales

### Publicidad de burdeles
En 2006, la propietaria Bobbi Davis, junto con dos periódicos y con ayuda de la Unión Estadounidense por las Libertades Civiles (ACLU), impugnó una ley estatal de 1979 que prohibía la publicidad de burdeles en condados donde la prostitución era ilegal. A esta iniciativa se opusieron otros propietarios de burdeles, recelosos de que unos anuncios demasiado explícitos pudieran llevar a la ilegalización del sector.
Un juez federal anuló la ley en 2007 por considerarla "excesivamente amplia", pero esa decisión fue revocada por un panel de tres jueces del Tribunal de Apelaciones del Noveno Circuito de Estados Unidos en marzo de 2010. La ACLU recurrió, pero el Tribunal Supremo de los Estados Unidos se negó a escuchar el recurso, dejando la prohibición en vigor.

### Prostitución masculina
En 2009, Davis decidió contratar a un prostituto, algo inédito en Nevada. La medida contó con el apoyo de la ACLU y la oposición de la Asociación de Propietarios de Burdeles de Nevada (de la que no forma parte el Shady Lady Ranch), por temor a que pudiera suscitar un escrutinio indeseado y perjudicar al sector. Una ley de Nevada define a las prostitutas legales como mujeres y les exige someterse a exámenes cervicales semanales, pero no tenía ninguna disposición para los hombres prostitutos, un tecnicismo que impedía a los hombres trabajar como prostitutos. 
Davis impugnó con éxito esta disposición ante la División de Salud del estado de Nevada y la Junta de Licencias y Licores del condado de Nye. La ley se modificó para permitir que los hombres trabajaran legalmente como prostitutos siempre que presentaran muestras semanales de uretra, trabajaran exclusivamente con preservativos y se sometieran a análisis de sangre mensuales.
En enero de 2010, el burdel contrató a un prostituto con el nombre de "Markus" y cobró 200 dólares por 40 minutos, 300 dólares por una hora y 500 dólares por dos horas. Markus renunció varias semanas después tras atraer a menos de diez clientes. El burdel contrató más tarde a un sustituto.